# Pfarrkirche Pinggau

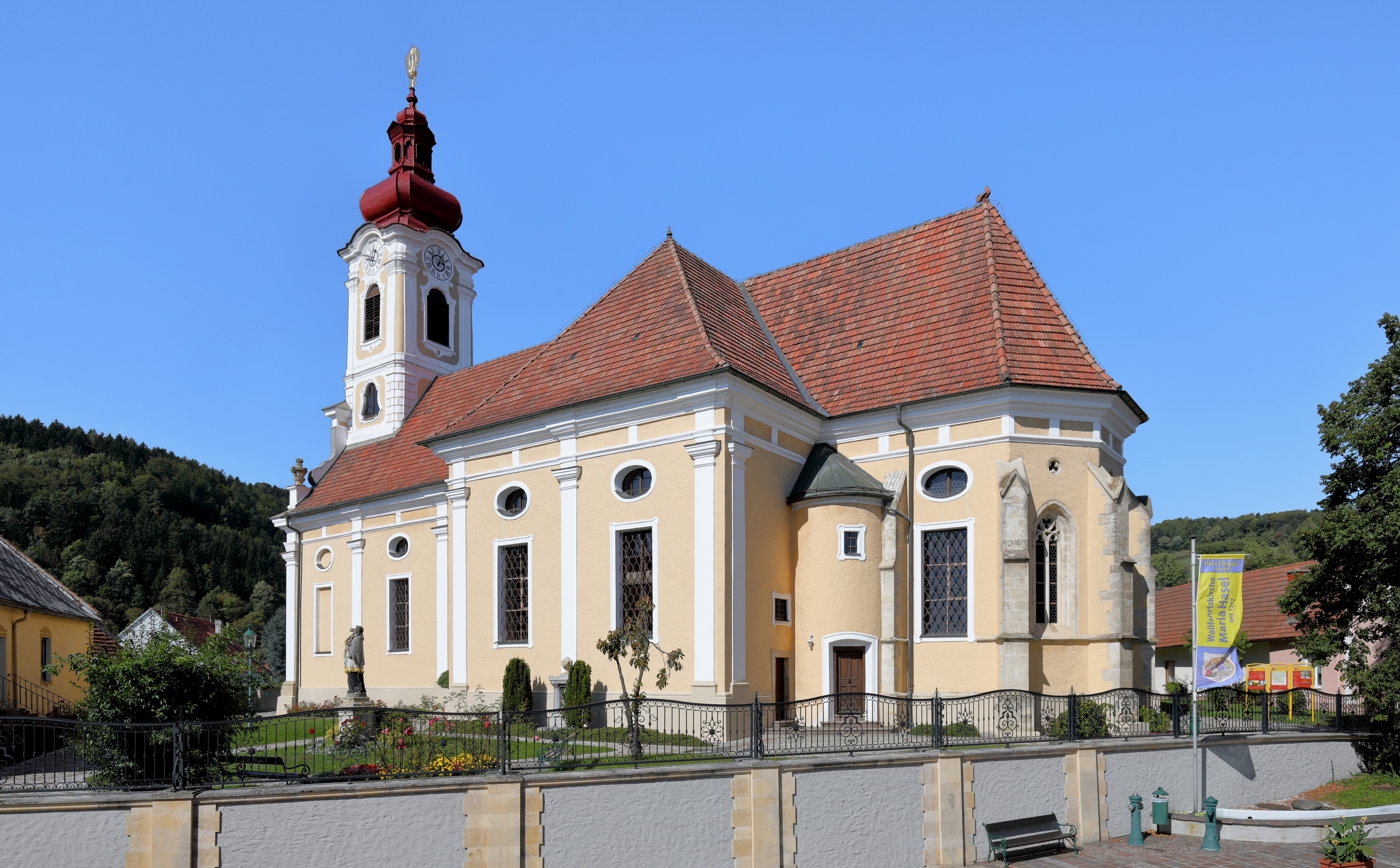
Katholische Pfarrkirche Schmerzhafte Gottesmutter in Pinggau

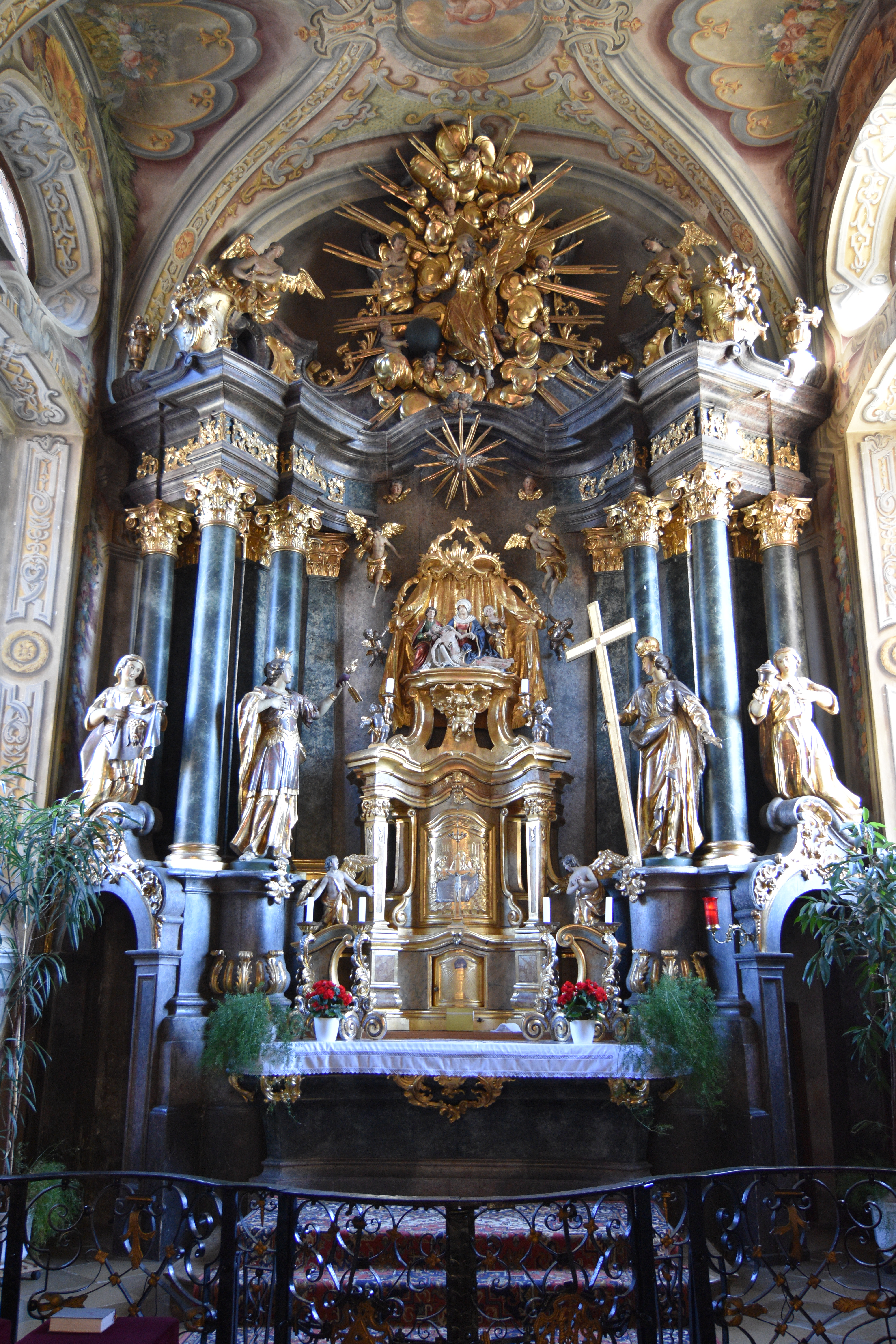
Innenansicht der Pfarrkirche

Die Pfarrkirche Pinggau – auch Wallfahrtskirche Maria Hasel – steht in der Marktgemeinde Pinggau im Bezirk Hartberg-Fürstenfeld in der Steiermark. Die der Schmerzhaften Gottesmutter geweihte Pfarrkirche gehört zum Dekanat Vorau der Diözese Graz-Seckau. Die Kirche und der Kirchhof stehen unter Denkmalschutz (Listeneintrag).

## Geschichte
Urkundlich wurde 1377 eine Kirche genannt. 1968 wurde die Wallfahrtskirche Maria Hasel zur Pfarrkirche erhoben.
Von der ersten Kirche ist der Chor erhalten. Der weitere Kirchenbau wurde in zwei Bauphasen in der ersten Hälfte des 18. Jahrhunderts errichtet. 1967 war eine Restaurierung. 1982 eine Außenrestaurierung.

## Architektur
Der einjochige Chor mit einem Fünfachtelschluss hat abgetreppte Strebepfeiler, das Tonnengewölbe, die Fenster, die Wandgliederung und die Sakristeianbauten entstanden in der Bauzeit des Langhauses. Das dreijochige Langhaus unter einer Stichkappentonne auf Gurten auf einfachen Pilastern und vom dritten Joch ausgehenden Seitenarmen wurde von 1703 bis 1706 nach den Plänen des Vorauer Stiftsbaumeister Andreas Strassgietl erbaut. Die Westfront mit dem Turm wurde 1749/1750 angebaut. Die Langhausfassaden zeigen sich mit Pilastern und mit einer Gesimszone, mit Ochsenaugen über Rechteckfenstern mit Dreiecksgiebeln.
Von 1913 bis 1923 freigelegte Fresken im Vierungsjoch und in den Seitenarmen mit der Signatur Johann Cyriak Hackhofer 1718 zeigen Szenen aus der Passion und Embleme, in der Vierung zwei Szenen aus der Geschichte des Wallfahrtsortes und Propheten, am Fronbogen das Stiftswappen und das Chronogramm 1718. Die Darstellungen umfassen reiche Ornamente und illusionistisch-architektonische Rahmungen. Die schwächeren Fresken im Chor entstanden wohl aus der Hand eines Schülers.

## Ausstattung
Die Kirche besitzt eine gute Barockausstattung. Der Hochaltar aus 1767 wurde Johann Ferdinand Schellauf zugeschrieben. Das Gnadenbild Beweinung Christi entstand um 1520. Die prächtige von Vorau beeinflusste Kanzel mit einer plastischen Darstellung der Verklärung des Herrn um 1730 wurde Josef Schokotnigg zugeschrieben. Die Altäre in den Seitenarmen als Kombination von Plastiken und Hintergrundfresken sind wie in der Kirche von Schloss Festenburg gestaltet, rechts Kreuzabnahme nach Rubens, links Kreuzigungsgruppe mit Figuren wohl von Gabriel Niedermayr und Andreas Schellauf, jeweils in Kombination mit Fresken von Johann Cyriak Hackhofer.
Die Orgel aus 1901 mit 11 Registern wurde von Konrad Hopferwieser senior aus Graz gebaut.